# 8262 Carcich
8262 Carcich là một tiểu hành tinh vành đai chính với cận điểm quỹ đạo là 1.9123369 AU. Nó có độ lệch tâm là 0.2083963 và chu kỳ quỹ đạo là 1373.4961934 ngày (3.76 năm).
Carchich có vận tốc quỹ đạo trung bình là 19.15063214 km/s và độ nghiêng quỹ đạo là 0.99287°.
Tiểu hành tinh này được phát hiện ngày 14 tháng 9 năm 1985 bởi Edward Bowell.
Nó được đặt theo tên Brian T. Carcich, developer of computer software.